# 苑郷県
苑郷県（えんきょう-けん）は中華人民共和国河北省にかつて存在した県。現在の邢台市任沢区東部に相当する。
五胡十六国時代、後趙により設置され、南北朝時代、北魏により廃止された。